# Psykosomatik
Psykosomatik är inom medicinen studiet av samspelet mellan själen (grekiska: ψυχή, psyché) och kroppen (grekiska: σῶμα, soma). Psykosomatiska sjukdomar kan helt eller delvis ha sin grund i psykiska eller emotionella störningar. En psykosomatisk sjukdom betecknas som en kroppslig sjukdom som orsakas eller förvärras av psykiska faktorer.